# Tenkasu
Le tenkasu (天かす) est de la pâte à beignets pour tempura (friture). Il présente un aspect de riz soufflé.
En cuisine japonaise, le tenkasu est utilisé pour la préparation du takoyaki et de l'okonomiyaki.